# Сомервиль, Филлис
Филлис Соммервиль (англ. Phyllis Somerville, 12 декабря 1943, Айова-Сити, Айова — 16 июля 2020, Нью-Йорк, Нью-Йорк) — американская актриса.

## Биография
Родился в Айова-Сити, штат Айова, в семье Лефы Мэри (урождённая Паш; 1918—2011) и преподобного Пола Сомервилля (1919—1995). Во время учёбы в школе она занималась чирлидингом, драмой и музыкой, а также играла на кларнете в группе «All-State». После школы Соммервиль поступила в колледже Морнингсайд, а затем перевелась в Университет Северной Айовы, изучая театральное искусство и получив диплом по английскому языку в 1966 году.
В последующие годы она играла на театральных сценах в Детройте и Вашингтоне, а в 1974 году состоялся её дебют на Бродвее. Актёрская карьера Соммервиль была преимущественно связана с работой в театре, однако она периодически появлялась на телевидении и в кино. Среди фильмов с её участием такие картины как «Загадочная история Бенджамина Баттона» (2008), «Порочные игры» (2012) и «Болельщицы со стажем» (2012). На телевидении у неё были роли в сериалах «Секс в большом городе», «Клан Сопрано», «Хорошая жена», «Карточный домик», «Касл-Рок» и «Мейр из Исттауна».
Филлис Соммервиль умерла в своей квартире на Манхэттене в 2020 году в возрасте 76 лет.